# Maria Virgínia Aguiar
Maria Virgínia Aguiar (Lisboa, 30 de Julho de 1933 - Estoril, 28 de Janeiro de 2018) foi uma jornalista portuguesa, sendo pioneira nesta profissão em Portugal. Foi mãe de dois filhos, Bárbara Barahona da Fonseca e de Alexandre Faria, escritor e advogado.

## Biografía

### Carreira profissional
Em 1967 foi admitida para a redacção do Diário Popular, tornando-se na primeira mulher a integrar a redação de um jornal e a exercer a profissão de jornalista em Portugal. Segundo Maria Antónia Palla, teve de abandonar a redação pouco depois, por ter cometido "o terrível pecado de engravidar.
Em 1957 fundou, com Miguel Serrano e Orlando Neves, no Porto, a revista “Cidade” e em Luanda colaborou na revista “Noticia”, de João Charula de Azevedo.
Em 1979 foi uma das fundadoras do jornal Correio da Manhã, integrando as secções de Política e de Reportagem, colaborando noutras secções do CM, nomeadamente na Cultura.
Na Madeira, de 1981 a 1983, foi chefe de redação da agência noticiosa ANOP.
Em 1983, Maria Virgínia Aguiar foi nomeada diretora do Centro de Produção da RTP-Madeira, tendo aumentado da produção local, encorajando outras rubricas nas áreas como juventude, turismo e desporto. Devido à sua influência foi aberto um novo ciclo de desenvolvimento informativo, levando a uma maior frequência de debates de interesse insular, ampliando a diversidade de informação, colocando “no ar” o maior número possível de diretos, tornando a Ilha da Madeira no primeiro lugar do país com cobertura total televisiva. Exerceu o cargo durante quatro anos e o seu trabalho foi altamente reconhecido.
Em 1987 foi uma das responsáveis pelo Centro de Formação da RTP, orientando vários cursos, integrando posteriormente o Gabinete de Letras, no Lumiar.
Foi ainda chefe de redação da revista "Marie Claire", com Maria Elisa Domingues, e da revista "Elle", com Margarida Marante.

### Carreira desportiva
Em 1948 foi patinadora artística no Sporting Clube de Portugal, conquistando o título nacional de "Rainha de Patim" e sagrando-se campeã da Europa em Bruxelas, Bélgica, no ano seguinte. Representou em 1950 a Associação Académica da Amadora.

### Morte
As cerimónias fúnebres de Maria Virgínia Aguiar que, nos últimos anos, esteve intimamente ligada ao Teatro Experimental de Cascais (TEC), o seu velório e cremação realizou-se em Alcabideche.

A morte da jornalista mereceu nas redes sociais diversas manifestações.